# Xanthorhoe callisthenes
Xanthorhoe callisthenes är en fjärilsart som beskrevs av Louis Beethoven Prout 1922. Xanthorhoe callisthenes ingår i släktet Xanthorhoe och familjen mätare. Inga underarter finns listade i Catalogue of Life.